# Subinspector de poliție
Subinspector de poliție este primul grad din corpul ofițerilor din cadrul Inspectoratului General al Poliției Române.